# Freeform
Freeform (до січня 2016 року — ABC Family) — американський кабельний та супутниковий телеканал, який належить Disney-ABC Television Group, підрозділу компанії The Walt Disney Company. Аудиторію Freeform становлять переважно підлітки та молоді люди від 14 до 34 років. У сітці мовлення сучасні сімейні програми, в тому числі серіали та фільми власного виробництва, а також ряд проєктів у синдикації та популярні кінофільми. Канал доступний 81 відсотку населення.
Телеканал був заснований в 1977 році під назвою CBN Satellite Service, як розширення Християнського телебачення проповідника Пета Робертсона. В 1990 році тематика каналу стала розважальною та орієнтованою на сімейний перегляд. В 1998 був проданий News Corporation (дочірня компанія Fox Family Worldwide) та перейменований в Fox Family. 24 жовтня 2001 року разом з Saban Entertainment проданий The Walt Disney Company. 10 листопада того ж року назва змінюється на ABC Family. 6 жовтня 2015 було оголошено про ребрендинг каналу. З 12 січня 2016 року канал змінив назву на Freeform.

Логотип до січня 2016 року

## Програмні блоки

### Поточні блоки
- День Веселощів (англ. Funday) — недільний блок повнометражних фільмів з акцентом на підліткову, молодіжну і сімейну аудиторії. Запущено у 2014 році.

### Сезонні блоки
- 25 дній Різдва (англ. 25 Days of Christmas)
- 13 ночей Хелловіну (англ. 13 Nights of Halloween)